# Vitbukig seglare
Vitbukig seglare (Rhaphidura sabini) är en fågel i familjen seglare.

## Utbredning
Den förekommer i regnskogarna från södra Guinea till östra Demokratiska republiken Kongo, västra Uganda och västra Kenya.

## Status
IUCN kategoriserar arten som livskraftig.

## Namn
Artens vetenskapliga namn hedrar Joseph Sabine (1770-1837), engelsk naturforskare och advokat.